# 達克特鎮區 (阿肯色州霍華德縣)
達克特鎮區（英語：Duckett Township）是位於美國阿肯色州霍華德縣的一個行政鎮區。

## 地方資料
達克特鎮區的面積為55.15平方千米，當中陸地面積為54.09平方千米，而水域面積為1.06平方千米。根據2010年美國人口普查的數據，當地共有人口58人，而人口密度為每平方千米1.05人。